# Władysław Bortnowski
Władysław Bortnowski, poljski general, * 1881, † 1966.